# Ophioglossum bergianum
Ophioglossum bergianum är en låsbräkenväxtart som beskrevs av Diederich Franz Leonhard von Schlechtendal. Ophioglossum bergianum ingår i släktet ormtungor, och familjen låsbräkenväxter. Inga underarter finns listade i Catalogue of Life.